# Phosphure de titane(III)
Le phosphure de titane(III) est un composé chimique de formule TiP. Il s'agit d'une poudre gris anthracite d'aspect métallique et thermiquement très stable, peu attaquée par les acides même à chaud. Il cristallise dans le système hexagonal selon le groupe d'espace P63/mmc (no 194) avec pour paramètres a = 348,7 pm et c = 1 165 pm.
Il peut être obtenu directement à partir des éléments par synthèse sous pression :
Ti + P ⟶ TiP.
Il est également possible de le produire en faisant réagir de la phosphine PH3 avec du tétrachlorure de titane TiCl4 à 750 °C. La réaction à une température de 800 à 1 000 °C d'une poudre finement divisée d'hydrure de titane TiH2 avec un mélange PH3 / H2 permet d'obtenir des phosphures à faible teneur en phosphore TiP0,1-0,6.
Le phosphure de titane(III) peut être utilisé comme catalyseur en synthèse organique.